# Obock
Obock (arabsky أوبوك, afarsky Hayyú) je přístavní město v Džibutsku se přibližně 21 tisíc obyvateli, z nichž většinu tvoří Afarové. Leží na pobřeží Tadžúrského zálivu v severovýchodní části země a je hlavním městem stejnojmenného regionu. Město má horké a suché podnebí a je obklopeno pouští, nedaleko leží pohoří Mabla a souostroví Sawabi (Sedm bratrů). Nacházejí se zde termální prameny, hlavním zdrojem obživy domorodců je rybolov. Turistickou atrakcí je muzeum v domě, kde bydlel při svém africkém pobytu Arthur Rimbaud.
Město bylo součástí Adalského sultanátu, v roce 1862 je zakoupili Francouzi. Význam zdejšího přístavu vzrostl po dokončení Suezského průplavu a v roce 1884 byl Obock vyhlášen francouzskou kolonií, která vydávala také vlastní poštovní známky, jež patří ke sběratelským raritám. V roce 1896 byl začleněn do Francouzského Somálska a od roku 1977 patří nezávislému Džibutsku. Džibutská vláda zde poskytla Číňanům pozemky na vybudování první čínské vojenské základny na africkém kontinentu. Ve městě se také nachází tábor pro válečné utečence z Jemenu.